# Bezirk Budweis
Der Bezirk Budweis (tschechisch Okresní hejtmanství Budějovice) war ein Politischer Bezirk im Königreich Böhmen. Der Bezirk umfasste Gebiete im Süden Böhmens, die heute Teil des Okres České Budějovice sind. Sitz der Bezirkshauptmannschaft war die Stadt Budweis (Budějovice bzw. später České Budějovice). Das Gebiet gehörte seit 1918 zur neu gegründeten Tschechoslowakei und ist seit 1993 Teil Tschechiens.

## Geschichte
Die modernen, politischen Bezirke der Habsburgermonarchie wurden 1868 im Zuge der Trennung der politischen von der judikativen Verwaltung geschaffen. Der Bezirk Budweis wurde 1868 aus den Gerichtsbezirken Budweis (tschechisch soudní okres Budějovice), Frauenberg (Hluboká) und Lischau (Lišov) und Schweinitz (Trhové Sviny) gebildet.
Im Bezirk Budweis lebten 1869 77.940 Personen, wobei der Bezirk ein Gebiet von 18,9 Quadratmeilen und 99 Gemeinden umfasste.
1900 beherbergte der Bezirk 107.467 Menschen, die auf einer Fläche von 1015,28 km² bzw. in 110 Gemeinden lebten. Im Jahr 1910 lebten 120.659 Personen in diesem Gebiet.
Von den Einwohnern hatten 1910 24.929 Deutsch als Umgangssprache angegeben, 95.317 waren tschechischsprachig und 413 anderssprachig oder staatsfremd. Den höchsten Anteil an Deutschsprachigen wies der Gerichtsbezirk Budweis auf, wo 95 % der deutschsprachigen Minderheit des Bezirks lebte. Zum Bezirk gehörten vier Gerichtsbezirke mit insgesamt 116 Gemeinden bzw. 125 Katastralgemeinden.

## Gemeinden
Der Bezirk Budweis umfasste Ende 1914 die 118 Gemeinden Bavorovice (Baurowitz), Besednice (Bessenitz), Borovany (Forbes), Boršov (Payreschau), Branišov (Branischen), Břehov (Brehow), Březí (Pürchen), Buková (Buggau), Bukvice (Bukwitz), Čejkovice (Čejkowitz), Česká Lhota (Böhmisch Lohta), Budějovice (Budweis), České Vrbné (Böhmisch Fellern), Češnovice (Česchnowitz), Chlumec (Chlumetz), Chotýčany (Schmiedgraben), Chum (Chum), Čtyří Dvory (Vierhöf), Dasný (Kronfellern), Dobrá Voda (Gutwasser), Dobřejice (Dobřejitz), Dolní Slověnice (Unterslowenitz), Doubravice (Daubrawitz), Doudleby (Teindles), Dříteň (Zirnau), Dubičné (Dubiken), Dubné (Duben), Dunjaice (Dunjaitz), Habři (Habři), Haklovy Dvory (Hackelhöf), Hlincová Hora (Pfaffendorf), Hluboká (Frauenberg), Hluboká (Hluboka), Homoly (Hummeln), Horní Slověnice (Oberslowenitz), Hosín (Hosin), Hrdějovice (Hartowitz), Hůrka (Hurka), Hůrky (Hurek), Hůry (Hurr), Jaronice (Jaronitz), Jaroslavice (Jaroslawitz), Jeznice (Jeznitz), Jivno (Jiwno), Kamenný Újezd (Steinkirchen), Komařice (Komařitz), Kondrač (Neudorf), Křenovice (Křenowitz), Kvítkovice (Kwitkowitz), Ledenice (Ledenitz), Lewin (Lewin), Libín (Libin), Libníč (Libnitsch), Lipí (Lippen), Lišnice (Lischnitz), Lišov (Lischau), Litvínovice (Leitnowitz), Ločenice (Lotschenitz), Měchov (Měchau), Mladá (Lodus), Mohuřice (Mairitz), Mokré (Gauendorf), Munice (Munitz), Mydlovary (Mydlowar), Nakři (Nakři), Nesměň (Nesmen), Nová Ves (Neudorf), Nová Ves (Neudorf), Olešnice (Elexnitz), Olešník (Woleschnik), Opatovice (Opatowitz), Oselné (Woselno), Otěvík (Hohendorf), Pěčín (Haid), Pištín (Pischtin), Plástovice (Plastowitz), Plava (Plaben), Poříčí (Poříč), Purkarec (Burgholz), Radošovice (Roschowitz), Radostice (Radostitz), Rankov (Rankau), Římov (Rimau), Roudné (Ruden), Rožnov (Strodenitz), Rudolfov (Rudolfstadt), Selce (Selze), Slavče (Slabsch), Slavošovice (Slaboschowitz), Srubec (Strups), Hodějovice (Hodowitz), Štěpánovice (Stepanowitz), Strážkovice (Straschkowitz), Střížov (Driesendorf), Stropnice (Stropnitz), Suché Vrbné (Dirnfellern), Těšínov (Těschin), Todně (Todně), Třebin (Třebin), Třebotovice (Trebotowitz), Třebsko (Triebsch), Trhové Sviny (Schweinitz), Újezd Ostrolov (Aujezd Ostrolow), Velechvín (Welechwin), Velice (Welitz), Velký Čakov (Großčekau), Vlhavy (Wyhlaw), Vlkovice (Wlkowitz), Vrábče (Prabsch), Vráta (Brod), Vrcov (Wrzau), Záboř (Saboř), Žabovřesky (Žabowřesk), Zalině (Zalin), Zborov (Zborow), Zbudov (Zbudau), Zliv (Zliw) und Zvíkov (Zwikow).